# Palácio de Pina Manique
O Palácio Pina Manique, ou Palácio de Manique do Intendente, é um palácio inacabado em Manique do Intendente, na atual freguesia de Manique do Intendente, Vila Nova de São Pedro e Maçussa, no município de Azambuja, em Portugal.
A construção do palácio deve-se ao intendente Pina Manique, no entanto ficou inacabado devido a problemas monetários, e mais tarde devido à morte de Pina Manique.
Actualmente é uma igreja substituindo a capela do Palácio. Também foi Casa do Povo e um ATL.
Está classificado como Imóvel de Interesse Público desde 1993.